# 619 Triberga
619 Triberga è un asteroide della fascia principale. Scoperto nel 1906, presenta un'orbita caratterizzata da un semiasse maggiore pari a 2,5203280 UA e da un'eccentricità di 0,0753284, inclinata di 13,78183° rispetto all'eclittica.
Il nome è un omaggio al piccolo comune tedesco di Triberg im Schwarzwald.